# Tor tambroides
Tor tambroides är en fiskart som först beskrevs av Bleeker, 1854.  Tor tambroides ingår i släktet Tor och familjen karpfiskar. IUCN kategoriserar arten globalt som otillräckligt studerad. Inga underarter finns listade i Catalogue of Life.